# Gewog di Drepung
Il gewog di Drepung è uno dei diciassette raggruppamenti di villaggi del distretto di Mongar, nella regione Orientale, in Bhutan.